# Трифонята
 Трифонята  — деревня в Лебяжском районе Кировской области.

## География
Расположена на расстоянии примерно 10 км на запад от райцентра поселка  Лебяжье.

## История
Была известна с 1873 года как починок Тришкин, где отмечено дворов 4 и жителей 51, в 1905 (уже Трифонята) 8 и 55, в 1926 8 и 44, в 1950 9 и 43, в 1989 оставалось 10 постоянных жителей.  В период 2006-2020 годов входила в состав Михеевского сельского поселения до упразднения последнего.

## Население
Постоянное население составляло 7 человек (русские 100%) в 2002 году, 4 в 2010.